# 奧蘭治維爾鎮區 (密歇根州)
奧蘭治維爾鎮區（英語：Orangeville Township）是位於美國密歇根州巴里縣的一個行政鎮區。

## 地方資料
奧蘭治維爾鎮區的面積為92.40平方千米，當中陸地面積為86.60平方千米，而水域面積為5.80平方千米。根據2020年美國人口普查的數據，當地共有人口3398人，而人口密度為每平方千米36.77人。